# Chickamaugas
 (novembre 2018).
Si vous disposez d'ouvrages ou d'articles de référence ou si vous connaissez des sites web de qualité traitant du thème abordé ici, merci de compléter l'article en donnant les références utiles à sa vérifiabilité et en les liant à la section « Notes et références ».
Pour les articles homonymes, voir Chickamauga.
Les Chickamaugas sont une tribu amérindienne apparentée aux Cherokees. 

## Histoire
Pendant la guerre d'indépendance des États-Unis (1775-1783), les tribus Cherokees prirent le parti des britanniques loyalistes contre les colonies rebelles. À la suite de plusieurs revers militaires et des représailles qui ont suivi, la majorité souhaitait faire la paix avec les rebelles américains (fin 1776). Un groupe dissident mené par le chef Dragging Canoe en désaccord avec le manque de réaction de la majorité malgré les violations répétées des traités par les colons blancs quittèrent le site historique d'Overhill et installèrent de nouveaux établissements près de la rivière Chickamauga qui donna son nom au groupe.
Cinq ans plus tard, les Cherokees-Chickamaugas se sont une fois de plus déplacés plus à l'ouest dans l'actuel État de l'Alabama. Le groupe est alors identifié comme les Lower Cherokee, terme également associé aux habitants de ces Cinq villes basses.

## Source
- (en) Cet article est partiellement ou en totalité issu de l’article de Wikipédia en anglais intitulé « Chickamauga Cherokee » (voir la liste des auteurs).